# ウクライナ・バロックの石造教会

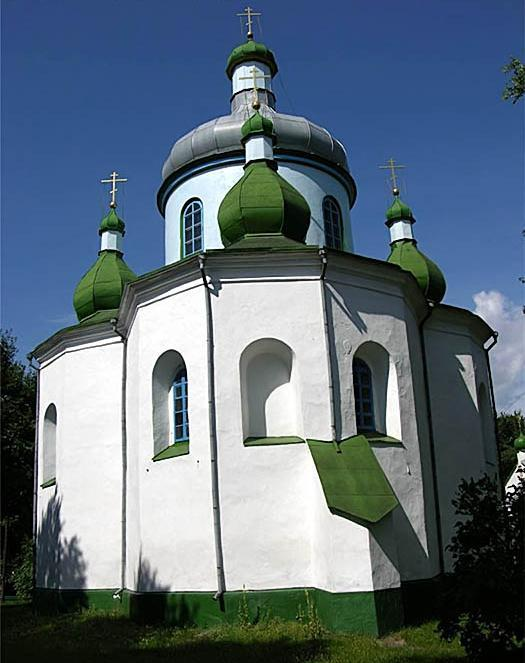
17世紀以降、ウクライナおよびロシア地域で洋梨型のドームが広く普及した。オレウシクの四弁型防御教会（1595年）も、ドニエプル地域で人気の洋梨型ドームを採用した。

ウクライナ・バロック（ウクライナ語: Українське бароко）、またはコサック・バロックは、17世紀から18世紀にかけて、主にコサック・ヘトマン国で広まった建築様式である。後期ルネサンスおよびバロックの近隣諸国の建築特徴と、ウクライナ独自の民俗木造教会建築の形態を融合させた。17世紀末から18世紀には、同時期のロシア・バロック（最初にナリシュキン・バロック、次にエリザヴェータ・バロック）の強い影響を受けた。
ウクライナ・バロック様式の教会は、さまざまな形状と規模で建設された。多部構成の多ドーム型（三部、五部、七部、九部構成で、木造教会の形態を踏襲）が一般的で、装飾のみが異なる。大型の四柱または六柱の多身廊大聖堂、小型の無柱教会、独自の独創的な構成の教会も知られている。
本記事は、ウクライナ・バロック様式のすべての既知の石造教会（現存および失われたもの）を一覧化する。破壊された建物は灰色で強調される。

## ウクライナ

### チェルカースィ州
| 名称                             | 所在地         | 建設・改築年  | 備考 | 画像 |
| -------------------------------- | -------------- | ------------- | --- | ---- |
| 聖イリヤ教会 (スボチウ)          | スボチウ       | 1653年        | ベラルーシ・バロックの特徴を持つ小型教会。ボフダン・フメリニツキーにより建設され、彼の墓を収容。19世紀に鐘楼が追加。                                                 |      |
| クラースノヒリャ修道院の変容教会 | ゾロトノーシャ | 1767年–1771年 | 三部三ドーム構成の教会。イヴァン・グリゴロヴィチ＝バルスキーにより建設。エリザヴェータ・バロックの特徴を含む。1930年代および第二次世界大戦中に損傷、1960年代に再建。 |      |

### チェルニーヒウ州
| 名称                                                                 | 所在地                       | 建設・改築年            | 備考 | 画像 |
| -------------------------------------------------------------------- | ---------------------------- | ----------------------- | --- | ---- |
| 生命を与える三位一体大聖堂                                           | バトゥールィン               | 17世紀後半              | 五ドーム教会。イヴァン・サモイロヴィチの資金で建設、イヴァン・マゼーパの資金で拡張。1708年11月13日のバトゥールィンの略奪で焼失。 後に同名の木造教会が別の場所に建設され、1787年に閉鎖。                                                                                              |      |
| 受胎告知教会                                                         | ベレズナ                     | 1778年                  | 十字型九部一ドーム教会。ソビエト時代に破壊。 |      |
| 三位一体大聖堂                                                       | ボルズナ                     | 1639年以前、1789年      | 五部一ドーム教会。1967年に破壊。 |      |
| ボリス・グレブ大聖堂                                                 | チェルニーヒウ               | 1700年–1702年           | 中世の教会をイヴァン・マゼーパの資金で改築。1670年代に建設された二階建て鐘楼は、1960年代に中世の外観に戻す際に破壊。 |      |
| チェルニーヒウ・コレギウムの全聖人教会                               | チェルニーヒウ               | 17世紀末、1700年–1702年 | イヴァン・マゼーパにより建設。細い鐘楼を備えた二階建て教会。ナリシュキン・バロックの装飾要素を含む。 |      |
| 三位一体修道院の神の母の奉献教会                                     | チェルニーヒウ               | 1677年–1679年           | 長方形の祭壇部分を持つ二ドーム食堂教会。モスクワ・バロックの外観特徴。18世紀のイコノスタシスはイヴァン・マゼーパの命令で製作。 |      |
| エレツィ聖母被昇天修道院の被昇天大聖堂 (チェルニーヒウ)              | チェルニーヒウ               | 1670年代–1680年代       | 中世の教会をチェルニーヒウのテオドシウスとヨアニキイ・ガリャトフシキーが、リゾフブ家やバリャチンスキー家などの貴族の資金で改築。玄関に三つのクーポラ（二つが現存）、祭壇上に一つ追加。1689年に拡張。鐘楼は1670年–1675年に建設。イコノスタシスは1669年–1670年に製作、1920年代に喪失。 |      |
| ピャトニツカ教会                                                     | チェルニーヒウ               | 17世紀末                | 中世の教会をバロック様式で改築。第二次世界大戦で大きく損傷、ピョートル・バラノフスキーにより13世紀の外観に再建。 |      |
| 聖カテリナ教会 (チェルニーヒウ)                                      | チェルニーヒウ               | 1696年–1715年           | 十字型九部五ドーム教会。リゾフブ家の資金で建設。ソビエト時代にイコノスタシスが破壊。 |      |
| 三位一体修道院の聖イリヤ教会 (チェルニーヒウ)                        | チェルニーヒウ               | 17世紀–18世紀           | 中世の一ドーム教会を外観改築、玄関と後陣上にドーム追加。二階建て鐘楼は後期に建設。イコノスタシスは1770年代に製作。 |      |
| エレツィ聖母被昇天修道院の聖ペトロ・パウロ教会 (チェルニーヒウ)      | チェルニーヒウ               | 1680年代                | 食堂教会。18世紀末に改築で元の外観を喪失。 |      |
| 三位一体大聖堂                                                       | チェルニーヒウ               | 1679年–1696年           | ラザール・バラノヴィチにより建設開始、1688年以降はイヴァン・マゼーパの資金でオシプ・スタルツェフらが完成。三身廊七ドーム教会（四つのドームは破壊）。1980年代–1990年代に再建。1695年の七層イコノスタシスはソビエト時代に破壊。                                                        |      |
| ダニウカ修道院の聖ゲオルギイ大聖堂 (ダニウカ)                        | ダニウカ                     | 1741年–1754年           | 三部三ドーム三後陣教会。 |      |
| ディフチャリウカの被昇天教会                                         | ディフチャリウカ             | 1708年–1710年           | ナリシュキン・バロックの特徴を持つ五部五ドーム教会。イヴァン・マゼーパの資金で建設。第二次世界大戦で大きく損傷、部分的に解体。現在再建中。 |      |
| フスティニャ修道院の被昇天教会                                       | フスティニャ                 | 18世紀初頭              | 十字型一ドーム食堂教会。イヴァン・マゼーパにより建設。 |      |
| フスティニャ修道院の聖ニコライ奇蹟者教会                             | フスティニャ                 | 1670年代                | 門教会。19世紀に完全改築。現在の建物は下部のみが元の構造を保持。 |      |
| フスティニャ修道院の聖ペトロ・パウロ教会                             | フスティニャ                 | 18世紀前半              | 十字型九部五ドーム門教会。 |      |
| フスティニャ修道院の三位一体大聖堂                                   | フスティニャ                 | 1674年–1675年           | イヴァン・サモイロヴィチの資金で建設された十字型九部五ドーム教会。18世紀の五層イコノスタシスはソビエト時代に破壊。 |      |
| コゼレツの聖母マリア生誕大聖堂                                       | コゼレツ                     | 1752年–1763年           | エリザヴェータ・バロックの要素を持つ大型五ドーム教会。アンドレイ・クヴァソフとイヴァン・グリゴロヴィチ＝バルスキーにより、ナタリヤ・ロズモフシカの資金で建設。四階建て鐘楼は同時期に建設。イコノスタシスは1760年代に製作。                                                           |      |
| コゼレツの聖ニコライ教会                                             | コゼレツ                     | 1784年                  | 十字型一ドーム三後陣教会。キリーロ・タラフ＝タルロフシキーにより建設。 |      |
| ラダン修道院の被昇天教会                                             | ラダン                       | 1763年以前              | 三部三ドーム教会。19世紀に別棟の鐘楼が建設。ソビエト時代に大聖堂が歪められ、鐘楼が破壊。現在再建中。 |      |
| マクサキ修道院の変容（三位一体）大聖堂                               | マクサキ                     | 1642年–1650年代         | ベラルーシ・バロックの要素を持つ三身廊一ドーム（17世紀以降は三ドーム）教会。アダム・キシールにより設立。1940年代後半に破壊。 |      |
| マクサキ修道院の神の母の奉献教会                                     | マクサキ                     | 1690年代                | 一ドーム食堂教会。1930年代に破壊。 |      |
| ニージンの受胎告知修道院の受胎告知大聖堂 (ニージン)                  | ニージン                     | 1702年–1716年           | ロシア・バロックの影響を受けた大型五ドーム教会。G.ウスティノフによる。19世紀に古典主義様式で外観改築。 |      |
| ニージンの使徒ヨハネ教会                                             | ニージン                     | 1752年以前              | 二階建て一ドーム教会。テトラコンク型。 |      |
| ニージンの顕現教会                                                   | ニージン                     | 1721年                  | ソビエト時代に改築・歪曲。 |      |
| ニージンの聖十字架顕現教会                                           | ニージン                     | 1775年                  | 一ドーム教会。ペトロ・ロズモフシキーの墓を収容。冬季教会と鐘楼は1860年に建設。 |      |
| ニージンの被昇天教会                                                 | ニージン                     | 1757年–1765年           | 一ドームテトラコンク教会。鐘楼は19世紀に建設。 |      |
| ニージンの神の母の奉献修道院の神の母の奉献教会                       | ニージン                     | 1775年–1778年           | 一ドーム教会。鐘楼は19世紀に建設。 |      |
| ニージンの聖ミハイール教会                                           | ニージン                     | 1719年–1729年           | ニージンの三つのギリシャ教会の一つである小型三部一ドーム教会。 |      |
| 聖ニコライ大聖堂 (ニージン)                                          | ニージン                     | 1655年–1658年           | 大型十字型九部五ドーム教会。外装の多くは仮説的に再建。1730年代のイコノスタシスはソビエト時代に破壊。 ウクライナ・バロックの十字型五ドーム教会の原型。 |      |
| ニージンの聖パンテレイモン・バシリイ教会                             | ニージン                     | 1788年                  | 三部一ドーム教会。 |      |
| ニージンの変容教会                                                   | ニージン                     | 1757年                  | 十字型三ドーム教会。第二次世界大戦で大きく損傷、現在再建中。 |      |
| ニージンの三位一体教会                                               | ニージン                     | 1727年–1733年           | ニージンの三つのギリシャ教会の一つである小型十字型一ドーム教会。1830年代に古典主義の特徴を獲得。 |      |
| ノヴホロド＝シーヴェルシキイの被昇天大聖堂                           | ノヴホロド＝シーヴェルシキイ | 17世紀–18世紀           | 九部五ドーム教会。鐘楼は19世紀に建設。 |      |
| 聖十字架顕現教会                                                     | ノヴホロド＝シーヴェルシキイ | 1715年                  | ペトリーヌ・バロックの要素を持つ三部一ドーム教会。1930年代に破壊。 |      |
| 復活教会                                                             | ノヴホロド＝シーヴェルシキイ | 1707年                  | 元は三部一ドーム教会。改築後、1930年代に破壊。 |      |
| ノヴホロド＝シーヴェルシキイ変容修道院の聖ペトロ・パウロ教会と議事堂 | ノヴホロド＝シーヴェルシキイ | 17世紀中頃              | 十字型一ドーム食堂教会。 |      |
| 変容修道院の変容大聖堂                                               | ノヴホロド＝シーヴェルシキイ | 1678年以前              | 中世の教会をウクライナ・バロック様式で改築。1791年–1806年にジャコモ・クアレンギの設計で古典主義様式の新教会に置き換え。 |      |
| クルピツキイ修道院の聖ニコライ奇蹟者大聖堂                           | オシッチ                     | c. 1680                 | イヴァン・ドモントヴィチの資金で建設された十字型九部五ドーム教会。18世紀の五層イコノスタシスと共に1930年代に破壊。 |      |
| ポロンキの聖ミハイール教会                                           | ポロンキ                     | c. 1720                 | 元は三部一ドーム教会。オレクサンドル・シーロの資金で建設。1760年代–1770年代に玄関と後陣上に二つのドームを追加。 |      |
| プリルーキの聖ニコライ教会                                           | プリルーキ                   | 1705年–1720年           | 細長い聖所と鐘楼を持つホール型教会。ポルコヴニクフナート・ガラガンの資金で建設。 |      |
| プリルーキの変容大聖堂                                               | プリルーキ                   | 1705年–1720年           | フナート・ガラガンの資金で建設された九部五ドーム教会。 |      |
| リフリュ修道院の聖ニコライ奇蹟者大聖堂                               | リフリュ                     | 1754年–1760年           | 大型の中央ドームを持つ十字型九部五ドーム教会。ブリガディールのF.カチェノフスキーとP.チジェフスキーの資金で建設。1930年に破壊。 |      |
| リフリュ修道院の聖ニコライ奇蹟者教会                                 | リフリュ                     | 1757年                  | 小型三部一ドーム教会。F.カチェノフスキーとP.チジェフスキーの資金で建設。1930年代に破壊。 |      |
| リフリュ修道院の洗礼者ヨハネ生誕教会                                 | リフリュ                     | 1767年                  | エリザヴェータ・バロックの要素を持つ五部三ドーム門教会。1930年代に破壊。 |      |
| セドニウの復活教会                                                   | セドニウ                     | 1690年–1696年           | ヤキウ・リゾフブにより建設された十字型九部一ドーム教会。鐘楼は19世紀に建設。 |      |
| 復活教会                                                             | ソスニツィア                 | 1756年                  | 地方バロックのファサードを持つ五部三ドーム教会。1930年代に破壊。 |      |
| ソスニツィアの三位一体教会                                           | ソスニツィア                 | 1702年                  | ナリシュキン・バロックの要素を持つ三部三ドーム教会。商人フリホリイ・コレンコの資金で建設。1950年代に破壊。 |      |

### ドニプロペトロウシク州
| 名称                         | 所在地                                | 建設・改築年  | 備考                                                                                   | 画像 |
| ---------------------------- | ------------------------------------- | ------------- | -------------------------------------------------------------------------------------- | ---- |
| キタイホロドの被昇天教会     | キタイホロド (ドニプロペトロウシク州) | 1754年        | 三部五ドーム教会。                                                                     |      |
| キタイホロドの聖バルバラ教会 | キタイホロド                          | 1756年–1796年 | 教会、鐘楼、防御塔の特徴を組み合わせ。パウロ・イェフレモヴィチ・セメノフの命令で建設。 |      |
| キタイホロドの聖ニコライ教会 | キタイホロド                          | 1757年        | 円形一ドーム教会。                                                                     |      |

### ドネツィク州
| 名称                                     | 所在地           | 建設・改築年 | 備考               | 画像 |
| ---------------------------------------- | ---------------- | ------------ | ------------------ | ---- |
| スヴャトヒルシク・ラヴラの聖ニコライ教会 | スヴャトヒルシク | 1680年代     | 1851年に部分改築。 |      |

### ハルキウ州
| 名称                                   | 所在地       | 建設・改築年    | 備考 | 画像 |
| -------------------------------------- | ------------ | --------------- | --- | ---- |
| 被昇天教会                             | バラクリーヤ | 18世紀末        | 別棟の鐘楼を持つ一ドーム教会。1948年に意図的に破壊。 |      |
| イジュームの変容大聖堂                 | イジューム   | 1681年          | 五部五ドーム教会。1902年–1903年の建設で歪曲されたが、1950年代に元の形状に復元。1765年のイコノスタシスはソビエト時代に破壊。                                              |      |
| イエス生誕教会                         | ハルキウ     | 1783年          | 地方バロックの要素を持つ五部五ドーム教会。19世紀に拡張、ソビエト時代に破壊。                                                                                             |      |
| 被昇天大聖堂                           | ハルキウ     | 1689年          | テント型屋根の鐘楼を持つ二階建て三部三ドーム教会。 |      |
| 聖ニコライ奇蹟者教会                   | ハルキウ     | 1764年–1770年   | ナリシュキン・バロックの特徴を持つ三部三ドーム教会。1886年に破壊。 |      |
| 三位一体教会                           | ハルキウ     | 1758年–1764年   | 別棟の鐘楼を持つ小型三部二ドーム教会。ウクライナおよびナリシュキン・バロックの特徴を融合。1850年代に破壊、コンスタンティン・トン設計のハルキウの三位一体教会に置き換え。 |      |
| ホロシェヴェ修道院の昇天大聖堂         | ホロシェヴェ | 1754年–1759年   | 三部三ドーム教会。1835年–1837年に五部五ドームに拡張。モスクワ・バロックの特徴を含む。ソビエト時代に破壊。                                                                |      |
| クリャジャンカ修道院の聖ゲオルギイ教会 | ポドヴィルキ | 17世紀末–1709年 | 二階建て一ドーム食堂教会。ソビエト時代に修道院がクリャジャンカ矯正コロニーに転用され破壊。                                                                               |      |
| クリャジャンカ修道院の聖オヌフリイ教会 | ポドヴィルキ | 1750年–1753年   | 十字型一ドーム教会。ソビエト時代に破壊。 |      |
| クリャジャンカ修道院の変容大聖堂       | ポドヴィルキ | 1762年          | 五ドーム（19世紀以降は三ドーム）教会。ソビエト時代に部分的に荒廃、未復元。18世紀の鐘楼は破壊。                                                                           |      |
| 被昇天教会                             | ヴィリシャニ | 1769年          | 二階建て一ドームを持つ三部教会。ソビエト時代に破壊。 |      |

### キロヴォフラド州
| 名称                           | 所在地           | 建設・改築年 | 備考                                                                                             | 画像 |
| ------------------------------ | ---------------- | ------------ | ------------------------------------------------------------------------------------------------ | ---- |
| ノヴォミルホロドの聖イリヤ教会 | ノヴォミルホロド | 1786年       | ウクライナ・バロックと古典主義の過渡的様式を持つ十字型一ドーム教会。オブラスト最古の建築記念物。 |      |

### キエフ
| 名称                                                   | 所在地               | 建設・改築年                                | 備考 | 画像 |
| ------------------------------------------------------ | -------------------- | ------------------------------------------- | --- | ---- |
| 聖キリル修道院の聖キリル教会                           | ドロホジチ, キエフ   | 1734年、1748年–1760年                       | 中世の教会をステパン・コヴニルとイヴァン・グリゴロヴィチ＝バルスキーが改築。元の一ドーム教会を五ドームに変更。 |      |
| キタイヴ修道院の聖三位一体教会 (キタイヴ)              | キタイヴ, キエフ     | 1755年–1767年                               | 大型九部五ドーム教会。19世紀に部分改築。ソビエト時代に古典主義の多層鐘楼が破壊。 |      |
| 聖ソフィア大聖堂の食堂教会                             | 旧市街, キエフ       | 1722年–1730年                               | 一身廊の二階建て食堂教会。19世紀から20世紀初頭に大幅改築、1950年代に元の形状に復元。 |      |
| 聖ミハイール金頂修道院の聖使徒福音記者ヨハネの食堂教会 | 旧市街, キエフ       | 1713年                                      | 食堂付き一ドーム教会。ソビエト時代に放置され、現代に復元。 |      |
| 聖ソフィア大聖堂                                       | 旧市街, キエフ       | 17世紀–18世紀                               | イヴァン・マゼーパの資金で改築。中世の教会に側廊を追加し、六つの新ドームを冠した。ペディメントとバットレスを追加。内部装飾を改装。18世紀のイコノスタシスは部分的に現存。聖ソフィア大聖堂の鐘楼（1698年–1748年建設）は別棟。 |      |
| 旧キエフの聖ゲオルギイ教会                             | 旧市街, キエフ       | 1744年–1752年                               | エリザヴェータ女帝の資金で建設。 元は十字型九部一ドーム教会。19世紀末に新ビザンティン様式で完全改築。18世紀のイコノスタシスと共に1934年に破壊。 |      |
| 聖ミハイール大聖堂                                     | 旧市街, キエフ       | 17世紀末、1715年–1746年                     | 中世の一ドーム教会を17世紀に五ドーム、18世紀にエリザヴェータ・バロックの要素を持つ七ドームに改築。ペディメント、ポーチ、側廊、バットレスを追加。三階建て鐘楼は1716年–1719年に建設。大聖堂は18世紀中頃に装飾され、イコノスタシスは1718年、1732年、19世紀初頭に製作。 大聖堂と鐘楼は1935年–1937年に完全破壊、1990年代に18世紀の形状で復元。 |      |
| キエフの三聖人教会                                     | 旧市街, キエフ       | 1693年–1707年                               | ヴァシリー・コチュベイの資金でキエフ・ルーシの教会上部を完全改築。破壊前は三部構造の一大ドーム教会。聖歌隊席と鐘楼は18世紀–19世紀に建設。18世紀後半のイコノスタシスと共に1935年に破壊。 |      |
| キエフ・ペチェルシク・ラヴラの経済門上の全聖人教会     | ペチェルシク, キエフ | 1690年代                                    | 内部ギャラリーを持つ門の五部五ドーム教会。D.アクサミトフによりイヴァン・マゼーパの資金で建設。イコノスタシスは1740年代に製作。 |      |
| キエフ・ペチェルシク・ラヴラの聖アンナの受胎教会       | ペチェルシク, キエフ | 1679年                                      | 小型一ドーム食堂教会。後期の追加で元の設計が歪曲。 |      |
| キエフ・ペチェルシク・ラヴラの聖母マリア生誕教会       | ペチェルシク, キエフ | 1696年                                      | K.モキイェフスキーの資金で建設された三部三ドーム教会。1767年に一ドームの四つのセクションを追加。 |      |
| ベレストヴェの救世主教会                               | ペチェルシク, キエフ | 1647年、17世紀末                            | 中世の三身廊教会をペトロ・モヒーラが1640年–1647年に十字型三後陣に改築。17世紀末にウクライナ・バロック様式で装飾。鐘楼は19世紀に建設。 |      |
| キエフ・ペチェルシク・ラヴラの洞窟のテオドシウス教会   | ペチェルシク, キエフ | 1698年–1700年                               | 大型三部三ドーム教会。 |      |
| 被昇天大聖堂                                           | ペチェルシク, キエフ | 1669年–1677年、1722年–1729年、1767年–1769年 | 中世の教会を大幅改築：礼拝堂とポーチを追加、六つの側ドームを建設、外装と内装を再装飾。エリザヴェータ・バロックの要素を含む。1941年にほぼ完全破壊、1990年代に18世紀の様式で再建。 |      |
| キエフ・ペチェルシク・ラヴラの聖十字架顕現教会         | ペチェルシク, キエフ | 1697年–1700年                               | ポルコヴニクP.ヘルツィクによりペトロ・モヒーラの小型石造礼拝堂の跡に建設された三部三ドーム教会。イコノスタシスは1769年、壁画は19世紀末。 |      |
| 三位一体門教会                                         | ペチェルシク, キエフ | 1720年代                                    | 中世の教会をバロック様式で外装改築。1730年代に内部装飾とイコノスタシスを製作。 |      |
| 聖ニコライ修道院の聖母被昇天食堂教会                   | ペチェルシク, キエフ | 1690年–1693年                               | オシプ・スタルツェフによりイヴァン・マゼーパの資金で建設。一ドーム教会と一階建て食堂室。19世紀にドーム破壊。1934年に破壊開始、1962年に完了。 |      |
| キエフ・ペチェルシク・ラヴラの聖ペトロ・パウロ食堂教会 | ペチェルシク, キエフ | 1684年–1694年                               | 二階建て一ドーム食堂教会。1893年–1895年に新食堂教会が折衷主義様式で建設され、置き換え。 |      |
| キエフの復活教会                                       | ペチェルシク, キエフ | 1696年–1698年                               | ポルコヴニクK.モキイェフスキーにより建設された小型一ドーム教会。鐘楼は1860年–1863年に建設。 |      |
| キエフ・ペチェルシク・ラヴラの聖ニコライ教会           | ペチェルシク, キエフ | 17世紀末                                    | 病院棟近くの小型一ドーム教会。18世紀–19世紀の追加を含む。第二次世界大戦で大きく損傷。 |      |
| 聖ニコライ小大聖堂                                     | ペチェルシク, キエフ | 1715年                                      | ドミトリー・ゴリツィンにより建設。 三部一ドーム教会、19世紀に拡張と鐘楼を追加。1935年に破壊。 |      |
| 聖ニコライ軍事大聖堂                                   | ペチェルシク, キエフ | 1690年–1696年                               | オシプ・スタルツェフによりイヴァン・マゼーパの資金で建設。大型三身廊五ドーム教会。1750年代にエリザヴェータ・バロックの三階建て鐘楼を建設。1696年の七層イコノスタシスと共に1934年に破壊。 |      |
| キエフの受胎告知教会                                   | ポディル, キエフ     | 17世紀末–18世紀初頭                         | 二階建て一ドーム食堂教会。イヴァン・マゼーパの資金で17世紀–18世紀にバロック様式で改築。ソビエト時代に損傷、現代に不正確に再建。 |      |
| 昇天大聖堂                                             | ポディル, キエフ     | 1722年–1732年                               | 大型三ドーム三部三後陣教会。19世紀に古典主義の鐘楼を建設。 |      |
| ポディルのボリス・グレブ教会                           | ポディル, キエフ     | 1692年                                      | H.コロフカ＝ヴォルスキーの資金で建設。三部一ドーム教会。18世紀–19世紀に改築。1936年に破壊。 |      |
| 善良なニコライ教会                                     | ポディル, キエフ     | 1706年–1716年                               | バロック教会は1810年以前に古典主義様式で改築。新教会は1935年に破壊。 18世紀のテント型屋根の小型鐘楼は現存し、現在ウクライナ・ギリシャ・カトリック教会に属する。 |      |
| キエフのコンスタンティン・ヘレナ教会                   | ポディル, キエフ     | 1734年                                      | 市長ホルディイ・ミンツェヴィチの資金で建設。1747年–175年にイヴァン・グリゴロヴィチ＝バルスキーが食堂と鐘楼を追加。 教会は1865年に大幅改築。ソビエト時代に大部分が破壊。 |      |
| 旧聖ソフィア大聖堂 (キエフ)                            | ポディル, キエフ     | 1745年–1750年                               | 1600年代の後期ゴシックドミニコ会教会を改築。イ n イヴァン・グリゴロヴィチ＝バルスキーによる二階建て鐘楼を設計。教会と鐘楼は1935年に破壊。 |      |
| キエフ・ブラツキー修道院の顕現大聖堂                   | ポディル, キエフ     | 1690年–1693年                               | オシプ・スタルツェフによりイヴァン・マゼーパの資金で建設された大型三身廊五ドーム教会。18世紀–19世紀の古典主義の三階建て鐘楼。大聖堂と鐘楼は1935年に破壊。 |      |
| ポディル被昇天教会                                     | ポディル, キエフ     | 1766年–1772年                               | 小型三部三ドーム教会。小型鐘楼と食堂を備える。イヴァン・グリゴロヴィチ＝バルスキー設計。 |      |
| ナベレジュナ聖ニコライ奇蹟者教会                       | ポディル, キエフ     | 1772年–1775年                               | イヴァン・グリゴロヴィチ＝バルスキー設計。 |      |
| プリティスカ聖ニコライ奇蹟者教会                       | ポディル, キエフ     | 1695年–1707年                               | 1640年代に建設された十字型教会を九部一ドーム教会に改築。鐘楼は19世紀に建設。 |      |
| ポディルの復活教会                                     | ポディル, キエフ     | 1670年または1698年                          | M.フレク（1670年）またはM.ルジンスキー（1698年）により建設。十字型五部五ドーム教会。18世紀–19世紀に改築で外装ドームが破壊、エリザヴェータ・バロック様式でファサードを装飾。鐘楼は19世紀初頭に建設。ソビエト時代に破壊。 |      |
| ギリシャ修道院の聖カテリナ教会                         | ポディル, キエフ     | 1738年–1741年                               | ソビエト時代に荒廃。19世紀の古典主義の鐘楼は1995年に再建。 |      |
| キエフの聖イリヤ教会                                   | ポディル, キエフ     | 1692年                                      | P.フディマの資金で建設された三部一ドーム教会。19世紀末にファサードが大きく歪曲。鐘楼は18世紀末に建設。 |      |
| ヴィドゥビチ修道院の変容食堂教会                       | ヴィドゥビチ, キエフ | 1696年–1701年                               | ポルコヴニクM.ミクラシェフスキーにより建設された一ドーム食堂教会。 |      |
| ヴィドゥビチ修道院の聖ゲオルギイ大聖堂                 | ヴィドゥビチ, キエフ | 1696年–1701年                               | M.ミクラシェフスキーの資金で建設された九部五ドーム教会。1701年の五層イコノスタシスは1930年代に破壊。 門の鐘楼は1727年–1733年に建設、19世紀に改築。 |      |
| ヴィドゥビチ修道院の聖ミハイール大聖堂                 | ヴィドゥビチ, キエフ | 1766年–1769年                               | 中世の教会をM.ユラソフがバロック様式で復元。 |      |

### キエフ州
| 名称                                           | 所在地                        | 建設・改築年  | 備考 | 画像 |
| ---------------------------------------------- | ----------------------------- | ------------- | --- | ---- |
| バリシウカの被昇天教会                         | バリシウカ                    | 18世紀初頭    | 後期に追加された三部一ドーム教会。近くにテント型屋根の別棟鐘楼。教会と鐘楼は1930年代に破壊。 |      |
| ビーラ・ツェルクヴァの聖ニコライ教会           | ビーラ・ツェルクヴァ          | 1706年–1711年 | 元は大型の三座教会。教会の一部が破壊。 |      |
| ネシュチェリウ変容修道院の変容教会             | ネシュチェリウ                | 1794年        | 長方形一ドーム教会。 |      |
| メジヒリャ修道院の聖ペトロ・パウロ教会         | ノヴィ・ペトリウツィ          | 1772年–1774年 | 西側に三階建て鐘楼を持つ二階建て一ドーム食堂教会。イヴァン・グリゴロヴィチ＝バルスキーとペトロ・カルニシェフスキーにより建設。 ウクライナおよびエリザヴェータ・バロックの特徴を融合。1936年に荒廃。 |      |
| メジヒリャ修道院の変容大聖堂                   | ノヴィ・ペトリウツィ          | 1676年–1690年 | ヨアキム総主教により建設。元は大型六柱五ドーム教会。1810年代に古典主義様式で改築。 1936年に荒廃。                                                                                                   |      |
| ペレヤスラウ昇天修道院の昇天大聖堂             | ペレヤスラウ                  | 1704年–1709年 | イヴァン・マゼーパの資金で建設された大型十字型九部一ドーム教会。18世紀後半に三階建て鐘楼を建設。 |      |
| ペレヤスラウの被昇天教会                       | ペレヤスラウ                  | 1695年–1700年 | イヴァン・ミロヴィチの資金で建設された七部三ドーム教会。ソビエト時代に破壊。 |      |
| ペレヤスラウの聖ミハイール修道院               | ペレヤスラウ                  | 1743年–1750年 | 以前の木造教会の跡に建設。第二次世界大戦で修道院複合体が損傷。18世紀–19世紀の壁画が内部に現存。鐘楼は1747年に建設。                                                                                 |      |
| スリミウカの被昇天教会                         | スリミウカ (ボルィスピリ地区) | 1622年–1629年 | 伝統的なウクライナ・バロック構成の最古の教会の可能性。三部一ドーム教会、後期に鐘楼を建設。イヴァン・スリマにより建設。                                                                              |      |
| ヴァシリキウの聖アントニイ・テオドシウス大聖堂 | ヴァシリキウ                  | 1755年–1758年 | エリザヴェータ・バロックの要素を持つ大型五身廊五ドーム教会。ステパン・コヴニルにより建設。 |      |

### ポルタヴァ州
| 名称                                            | 所在地                 | 建設・改築年  | 備考 | 画像 |
| ----------------------------------------------- | ---------------------- | ------------- | --- | ---- |
| リュテンカの被昇天教会                          | リュテンカ             | 1686年        | ミハイロ・ボロホヴィチの資金で建設された十字型九部五ドーム教会。 1930年代に五層イコノスタシスが喪失。1973年に教会が崩壊、遺構は解体。                                                 |      |
| ムハル修道院の変容大聖堂 (ムハル)               | ムハル                 | 1692年以前    | イヴァン・サモイロヴィチとイヴァン・マゼーパの資金で建設。大型三身廊教会、元は七ドーム、18世紀以降は五ドーム。1785年に鐘楼を建設。1762年–1765年のイコノスタシスはソビエト時代に破壊。 |      |
| プシュカリウカ修道院の昇天教会 (プシュカリウカ) | ポルタヴァ             | 1762年        | 塔のないテトラコンク教会。ソビエト時代に放置、2000年代に復元。 |      |
| ポルタヴァの被昇天大聖堂                        | ポルタヴァ             | 1749年–1770年 | 19世紀の追加を持つ三身廊五ドーム教会。1776年–1801年に古典主義の鐘楼を建設。1938年に破壊。 1990年代に設計書に違反して再建。                                                            |      |
| 聖十字架顕現大聖堂                              | ポルタヴァ             | 1689年–1709年 | コチュベイ家により建設された大型三身廊七ドーム教会。1786年に鐘楼を建設。1772年の装飾と四層イコノスタシスはソビエト時代に破壊。                                                        |      |
| 聖十字架顕現修道院の三位一体教会                | ポルタヴァ             | 1750年        | 一ドーム食堂教会。部分改築。 |      |
| ピリャティンの聖母マリア生誕大聖堂              | ピリャティン           | 1781年        | 連隊オサヴルA.M.イルチェンコの命令で建設された小型三部教会。 |      |
| ヴェリキ・ソロチンツィの変容教会                | ヴェリキ・ソロチンツィ | 1728年–1734年 | ステパン・コヴニルによりダニーロ・アポストルの資金で建設された十字型九部五ドーム教会（19世紀以前は九ドーム）。1730年代に五層イコノスタシスを製作。ヘトマンとその家族の墓として機能。  |      |

### スームィ州
| 名称                                                   | 所在地                        | 建設・改築年    | 備考 | 画像 |
| ------------------------------------------------------ | ----------------------------- | --------------- | --- | ---- |
| フルヒウペトロ・パウロ修道院の聖ミハイール教会         | ブディシュチャ (スームィ州)   | 1712年          | 三部三ドーム門教会。18世紀末に玄関上のドームを解体、代わりに鐘楼を建設。第二次世界大戦後、資材としてほぼ解体。                                                                                |      |
| フルヒウペトロ・パウロ修道院の聖ペトロ・パウロ教会     | ブディシュチャ                | 1695年–1697年   | ナリシュキン・バロックの装飾を持つ三部三ドーム教会。M.イェフィモフによりロストフのデメトリウスの命令で建設。1930年代に破壊。                                                                  |      |
| オフトゥイルカ三位一体修道院の三位一体大聖堂           | チェルネチュチナ              | 1724年–1727年   | ナリシュキン・バロックの影響を受けた三部三ドーム教会。T.ナダルジンスキーの資金で建設。1842年に部分改築、18世紀–19世紀に鐘楼を建設。第二次世界大戦で大きく損傷、資材として解体（鐘楼を除く）。 |      |
| ハマリイウカ聖ハララムボス修道院の聖母マリア生誕大聖堂 | ハマリイウカ (ショストカ地区) | 1710年代–1735年 | イヴァン・スコロパツキーの資金で建設された十字型九部五ドーム教会。18世紀–19世紀に建設された鐘楼は1960年代に破壊。                                                                             |      |
| ハマリイウカ聖ハララムボス修道院の聖ハララムボス教会   | ハマリイウカ                  | 1714年          | 小型食堂教会。ソビエト時代に歪曲、未復元。スコロパツキー家の墓を収容。 |      |
| ヴェリヒネの聖母マリア生誕教会                         | フルヒウ                      | 18世紀後半      | 三部三ドーム教会。1803年に三階建て鐘楼を建設。教会と鐘楼は1930年代に破壊。 |      |
| フルヒウの聖アナスタシア教会                           | フルヒウ                      | 1717年          | ドームのない小型教会。イヴァン・スコロパツキーの資金で建設。1896年に破壊。 |      |
| フルヒウの聖ミハイール教会                             | フルヒウ                      | 1695年          | M.イェフィモフにより建設。1784年に火災で破壊。 |      |
| フルヒウの聖ニコライ教会                               | フルヒウ                      | 1693年–1695年   | ナリシュキン・バロックの影響を受けた二部二ドーム教会。V.ヤロツキーにより建設。玄関と鐘楼は19世紀に建設。18世紀の五層イコノスタシスはソビエト時代に破壊。                                      |      |
| フルヒウの三聖人教会                                   | フルヒウ                      | 1767年–1780年   | 十字型三部一ドーム教会。1930年代に破壊。 |      |
| フルヒウの三位一体大聖堂                               | フルヒウ                      | 1720年–1805年   | 後期バロックと古典主義の要素を持つ大型十字型三ドーム教会。イヴァン・スコロパツキー、アンドレイ・クヴァソフらにより建設。古典主義の鐘楼は1929年に破壊、大聖堂は1962年に破壊。                  |      |
| 聖母マリア生誕大聖堂                                   | コノトプ                      | 1732年–1739年   | H.ニジンスキーとI.ヴァクレンコの資金で建設された三部一ドーム教会。1886年に新ビザンティン様式で改築。1930年代に破壊。                                                                          |      |
| 聖母マリア生誕大聖堂                                   | クロレヴェツ                  | 1742年–1749年   | ソトニクH.オヒイェフスキーと司祭Y.マコフスキーの資金で建設された三部三ドーム教会。1829年–1830年に鐘楼を建設、19世紀に後期追加。ソビエト時代に破壊。                                           |      |
| 被昇天大聖堂                                           | レベディン                    | 1770年–1797年   | 古典主義の要素を持つ二階建て教会。下部は四柱、上部は三部三ドーム。19世紀に古典主義の鐘楼を建設。大聖堂と鐘楼は1939年に破壊。                                                                  |      |
| 被昇天教会                                             | メジリッチ (スームィ州)       | 1759年–1772年   | 玄関を持つ十字型一ドーム教会。ソビエト時代に建物がやや損傷、1770年代のイコノスタシスが破壊。                                                                                                  |      |
| 被昇天大聖堂                                           | オフトゥイルカ                | 1728年–1738年   | 四柱一ドーム教会。19世紀の鐘楼。ソビエト時代に破壊。 |      |
| オフトゥイルカの被昇天大聖堂                           | オフトゥイルカ                | 1753年–1762年   | ウクライナおよびエリザヴェータ・バロックの要素を組み合わせた大型三部三ドーム教会。D.ウフトムスキーとS.ドゥディンスキー設計。1770年代に鐘楼を建設。                                            |      |
| プティウリの聖ニコライコサック教会                     | プティウリ                    | 1735年–1737年   | 二階建て三部教会。1770年に鐘楼を建設。 |      |
| ロムニの聖霊大聖堂                                     | ロムニ                        | 1742年–1746年   | 三部三ドーム教会。 |      |
| スターレ・セロの聖ニコライ教会                         | スターレ・セロ                | 1750年代        | 二階建て鐘楼を持つ三部一ドーム教会。1930年代に破壊。 |      |
| スームィの被昇天教会                                   | スームィ                      | 1783年–1790年   | バロックと古典主義の要素を持つ七部三ドーム教会。1821年に古典主義の鐘楼を奉献。教会と鐘楼はソビエト時代に破壊。                                                                                |      |
| スームィの復活大聖堂                                   | スームィ                      | 1702年          | ナリシュキン・バロックの装飾を持つ二階建て三部三ドーム教会。元のテント型屋根の鐘楼は現存せず。現在の鐘楼は20世紀に建設され、大聖堂の様式を模倣。                                              |      |
| ヴォロニジの聖ミハイール教会                           | ヴォロニジ                    | 1776年–1781年   | 三階建て鐘楼を持つ十字型一ドーム教会。 |      |
| ヴォロジュバの変容教会                                 | ヴォロジュバ (村)             | 1752年–1770年   | ウクライナおよびエリザヴェータ・バロックの様式を組み合わせた三部三ドーム教会。 |      |

## ロシア
| 名称                                               | 所在地                               | 建設・改築年              | 備考 | 画像 |
| -------------------------------------------------- | ------------------------------------ | ------------------------- | --- | ---- |
| 聖バシリイ大帝教会                                 | ベロゼルスク, ヴォログダ州           | 18世紀前半                | 無柱のオリジナル様式の教会。市の変容大聖堂の冬季教会として機能。ソビエト時代に解体。                                                     |      |
| 被昇天大聖堂                                       | ドゥボフカ, ヴォルゴグラード州       | 1796年以前                | 古典主義の鐘楼を持つ大型九部九ドーム教会。ソビエト時代に破壊。                                                                           |      |
| カタシン修道院の聖ニコライ大聖堂                   | カタシン, ブリャンスク州             | 1699年以前                | キエフのマゼーパの教会をモデルにした四柱五ドーム三後陣教会。ミハイロ・ミクラシェフスキーの資金で建設。1960年にほぼ完全破壊。             |      |
| 徴の聖母マリア教会                                 | クロヴォ, モスクワ州                 | 1681年–1687年             | ボヤール アレクセイ・シェインにより建設された三部三ドーム教会。 18世紀に鐘楼とイコノスタシスを建設。1936年に破壊。                       |      |
| ウズコエのカザンの聖母マリア教会                   | モスクワ                             | 1697年–1698年             | ナリシュキン・バロックの装飾を持つ十字型五ドーム教会。ボヤールT.ストレシュニョフにより建設。17世紀のイコノスタシスはソビエト時代に破壊。 |      |
| 聖母マリア生誕教会                                 | ポヌロフカ, ブリャンスク州           | 1778年                    | 古典主義の要素を持つ九部一ドーム教会。Y.ミクラシェフスカの資金で建設。                                                                   |      |
| 復活軍事大聖堂                                     | スタロチェルカスカヤ, ロストフ州     | 1706年–1719年             | 大型九部九ドーム教会。1725年–1730年に二階建てパルヴィスとテント型屋根の鐘楼を建設。1749年にイコノスタシスを製作。                        |      |
| スタロドゥブのキリスト生誕大聖堂                   | スタロドゥブ, ブリャンスク州         | 1677年–1678年; 1744年     | 三部三ドーム教会。内部装飾は現存せず。                                                                                                   |      |
| 顕現教会                                           | スタロドゥブ, ブリャンスク州         | 1770年–1789年             | 19世紀の拡張を持つ立方体一ドーム一後陣教会。                                                                                             |      |
| 変容教会                                           | スタロドゥブ, ブリャンスク州         | 17世紀末                  | 三部七ドーム教会。ソビエト時代に破壊。                                                                                                   |      |
| 顕現教会                                           | トボリスク, チュメニ州               | 1744年以前                | テント型屋根の鐘楼を持つ三部二ドーム教会。ウクライナおよびナリシュキン・バロックの特徴を組み合わせ。1930年代に破壊（可能性）。           |      |
| 被昇天大聖堂                                       | トボリスク, チュメニ州               | 18世紀中頃                | 十字型一ドーム食堂教会。1790年代に古典主義の鐘楼を建設。                                                                                 |      |
| チュメニ三位一体修道院のセバステの四十殉教者教会   | チュメニ, チュメニ州                 | 1710年代                  | 小型二ドーム食堂教会。1940年代に完全破壊。 シベリア・バロック様式、ウクライナ・バロックの強い影響。                                      |      |
| チュメニ三位一体修道院の聖ペトロ・パウロ教会       | チュメニ, チュメニ州                 | 1726年–1755年             | 後期追加（テント型屋根の鐘楼を含む）を持つ十字型五ドーム教会。 シベリア・バロック様式、ウクライナ・バロックの強い影響。                  |      |
| チュメニ三位一体修道院の生命を与える三位一体大聖堂 | チュメニ, チュメニ州                 | 1708年–1715年             | 後期追加を持つ三部四柱五ドーム教会。 シベリア・バロック様式にウクライナ・バロックの強い影響。                                            |      |
| ウグリチの復活修道院の復活大聖堂                   | ウグリチ, ヤロスラヴリ州             | 1674年–1677年             | ナリシュキン・バロックの影響を受けた五ドーム教会。ヨナ・シュメレフの資金で建設。ソビエト時代に破壊。                                     |      |
| ヴェリキイ・ウスチュグの聖母被昇天大聖堂           | ヴェリキイ・ウスチュグ, ヴォログダ州 | 1652年–1662年、18世紀改築 | 元は五ドーム教会。ウクライナ・バロックの影響を受けた18世紀の改築で装飾を追加。19世紀に古典主義の鐘楼を建設。                             |      |
| ヴォルチハの聖母被昇天教会                         | ヴォルチハ, アルタイ地方             | 18世紀初頭                | シベリア・バロックの要素を持つ小型三部一ドーム教会。ウクライナ・バロックの影響。                                                         |      |